# Donald Wuerl

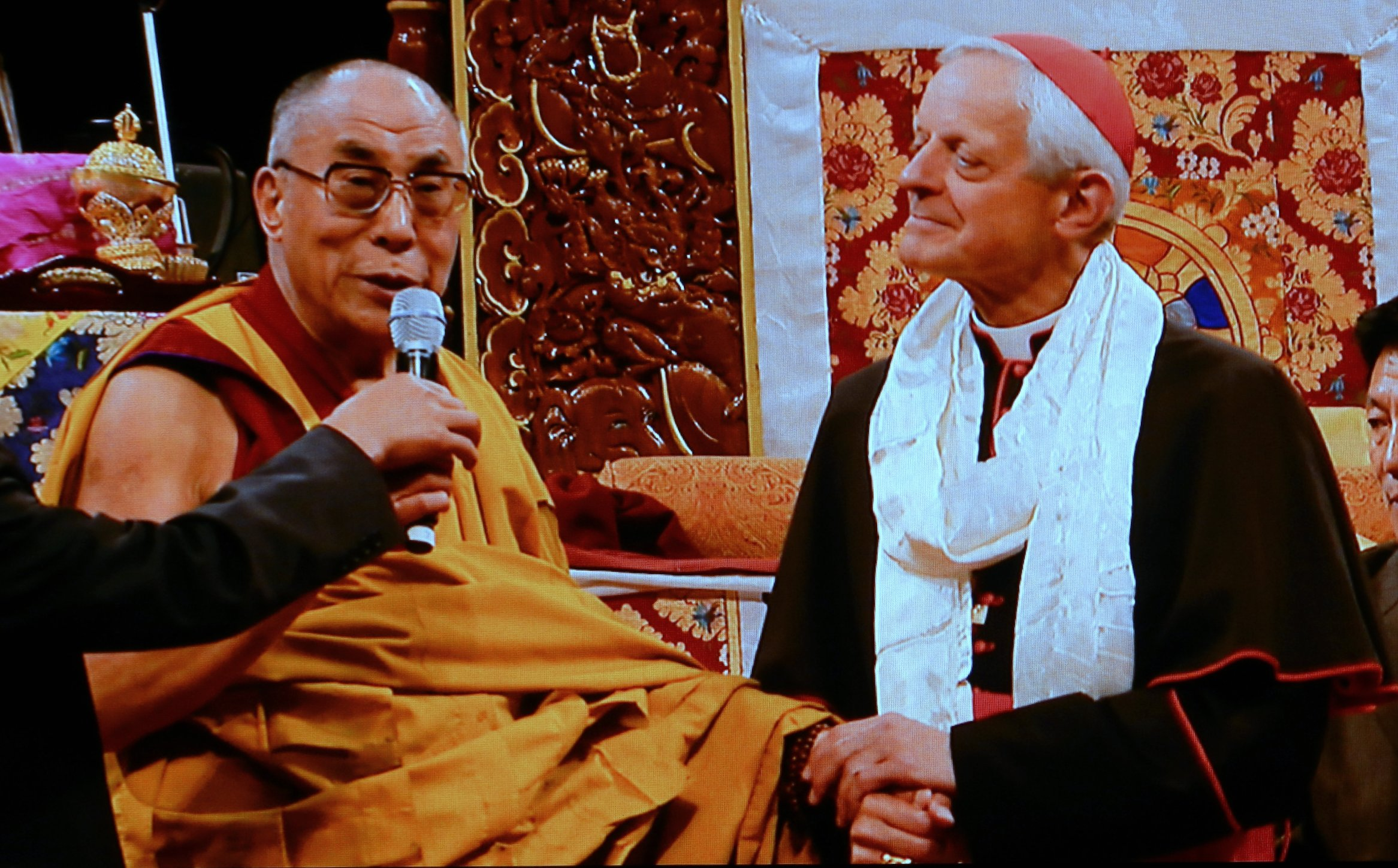

Donald William Wuerl (Pittsburgh, Pensilvania, EE. UU., 12 de noviembre de 1940), es un cardenal y arzobispo emérito de Washington.

## Biografía

### Formación
Estudió en el colegio St. Mary of the Mount Church de Pittsburgh antes de ingresar en la Universidad Católica de América, donde recibió su título de Grado y su Maestría en Filosofía. Luego prosiguió sus estudios eclesiásticos en el Pontificio Colegio Norteamericano y en la Pontificia Universidad Gregoriana, en Roma.  

### Sacerdocio
Fue ordenado sacerdote el 17 de diciembre de 1966 en la Basílica de San Pedro y obtuvo posteriormente su S.T.D. en la Universidad Pontificia de Santo Tomás de Aquino. 

### Episcopado
De 1981 a 1985, fue rector del Seminario de San Pablo en Pittsburgh.
El 30 de noviembre de 1985 fue nombrado Obispo titular de Rosemarkie y Obispo auxiliar de Seattle. El papa Juan Pablo II lo ordenó obispo el 6 de enero de 1986.
El 12 de febrero de 1988 se incorporó como Obispo de Pittsburgh.
El 16 de mayo de 2006 fue nombrado Arzobispo de Washington.
Es miembro de varios comités de la Conferencia de los Obispos Católicos de los Estados Unidos (USCCB). Posee títulos honoríficos de once universidades y es Caballero de la Orden de Malta, Caballero del Santo Sepulcro y caballero en cuarto grado de los Caballeros de Colón.

### Cardenalato
Fue creado y proclamado Cardenal por el papa Benedicto XVI en el consistorio del 20 de noviembre de 2010, con el título de San Pedro en Vincoli.
Cuando cumplió 80 años, perdió su condición de cardenal elector.
Es miembro de las Congregaciones para la Doctrina de la Fe y para el Clero, y de los Consejos Pontificios para Promover la Unidad Cristiana y de la Cultura.
Es conocido nacionalmente por su énfasis en la educación. Es presidente del Comité de catequesis de la Conferencia estadounidense de obispos católicos y presidente de la junta directiva de la Asociación Nacional de Educación Católica. Estuvo involucrado en el desarrollo del Catecismo Católico para adultos de los Estados Unidos, publicado en 2006, y es autor de varios libros y numerosos artículos sobre la fe católica.
Fue el delegado de la Congregación para la Doctrina de la Fe para la implementación de la Anglicanorum Coetibus en los Estados Unidos. Es decir, para implantar el ordinariato personal que acoja a los anglicanos que lo deseen para entrar en plena comunión con la Iglesia católica.
El 22 de octubre de 2011 el cardenal Donald Wuerl fue nombrado relator general de la XIII Asamblea General Ordinaria del Sínodo de los Obispos que tuvo lugar en la Ciudad del Vaticano del 7 al 28 de octubre de 2012 y cuyo tema fue “La nueva evangelización para la transmisión de la fe cristiana”.
El 28 de octubre de 2014 fue nombrado miembro de la Administración del Patrimonio de la Santa Sede.
El 15 de marzo de 2016 fue nombrado miembro del Pontificio Consejo para la Promoción de la Unidad de los Cristianos.
El 8 de noviembre de 2016 fue confirmado como miembro de la Congregación para el Clero y el 22 de noviembre, del Pontificio Consejo de la Cultura, en ambos casos usque ad octogesimum annum.
El 23 de mayo de 2017 fue confirmado como miembro de la Congregación para la Doctrina de la Fe usque ad octogesimum annum.
El 16 de diciembre de 2018 fue confirmado como miembro de la Congregación para los Obispos usque ad octogesimum annum.
El 10 de diciembre de 2019 fue confirmado como miembro de la Comisión Cardenalicia de la Administración del Patrimonio de la Sede Apostólica, usque ad octogesimum annum.